# Barra de ferramentas

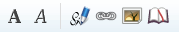
Barra do editor da Wikipédia.

A Barra de ferramentas (em inglês:  toolbar) é um componente utilizado pelos softwares com interface gráfica com a finalidade de permitir uma ação rápida por parte do usuário, facilitando o acesso a funções do programa.
Uma das suas características é possuir ícones para as operações mais corriqueiras e representar através de imagens operações que poderiam demandar uma grande quantidade de informações para chegar ao mesmo objetivo.
Na aba editar das páginas do Wikipédia existe uma Barra de Ferramentas, como a da figura abaixo, há diversos ícones onde com um click (clique) do mouse é possível efetuar uma operação, como por exemplo passar o texto selecionado para uma coisa. 